# Papst Paul III. und seine Enkel
Papst Paul III. und seine Nepoten (italienisch: Paolo III e i nipoti Alessandro e Ottavio Farnese) ist ein Gemälde des italienischen Malers Tizian.

## Beschreibung
Das Bild zeigt Papst Paul III. (eigentlich: Alessandro Farnese, Papst von 1534 bis 1549) mit seinen Enkeln Herzog Ottavio Farnese und Kardinal Alessandro Farnese auf einem mit rotem Stoff bezogenen Lehnstuhl sitzend.
Ottavio, mit breitem Pelzumhang bekleidet, verbeugt sich vor dem Papst. Dargestellt ist die vom Zeremoniell geforderte Ehrung, die mit drei Verbeugungen beginnt und mit dem Fußkuss endet. Scheinbar unbeteiligt steht Kardinal Alessandro Farnese zur Rechten des Papstes.

## Geschichte

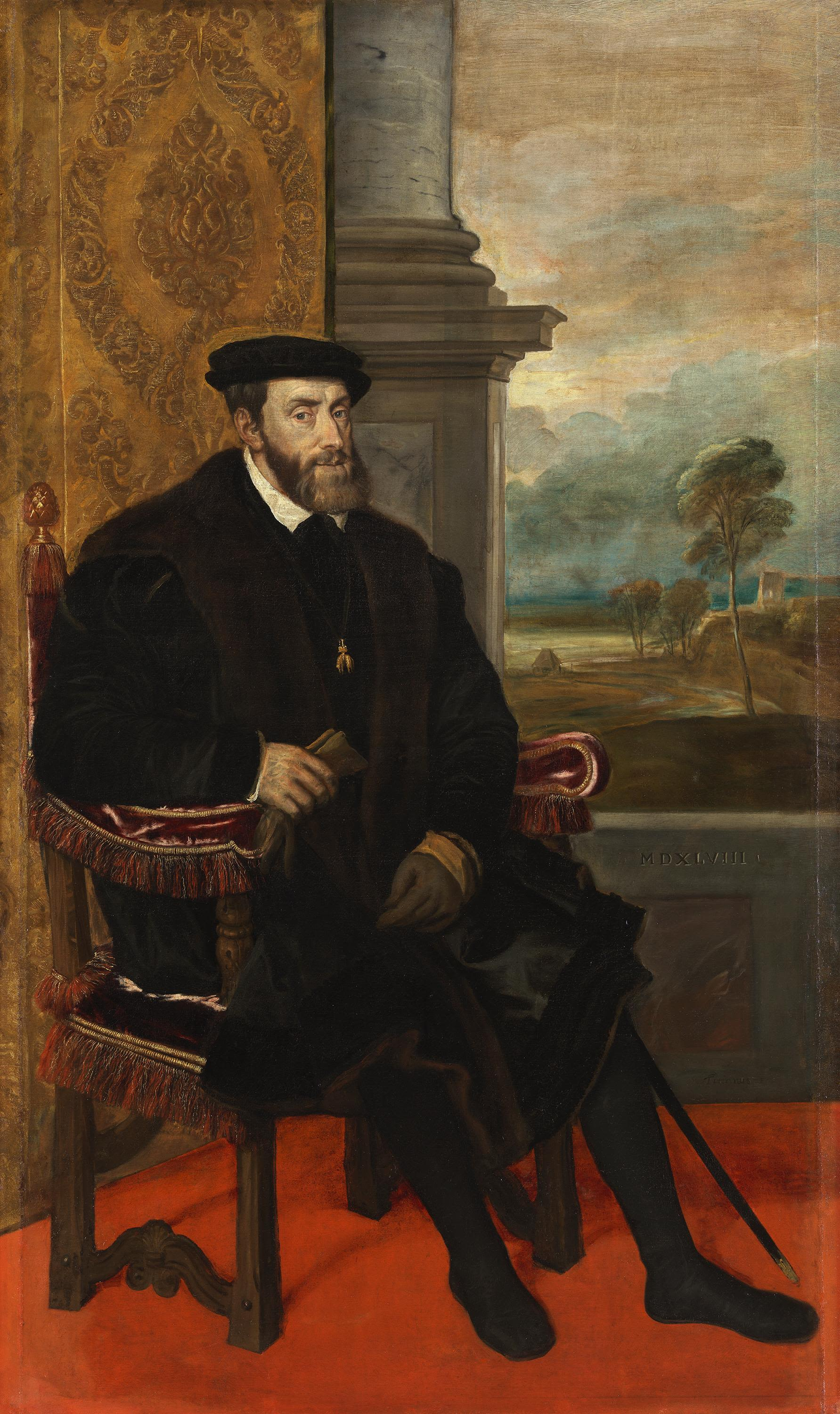
Karl V. gemalt von Lambert Sustris

Tizian hatte bereits Kaiser Karl V. gemalt, als Paul III. zum Papst gewählt wurde. Die Familie Farnese wollte Tizian für sich gewinnen. Ihnen war aber bewusst, dass Tizian nicht gern reiste. Andererseits empfanden sie es als unter ihrer Würde, den Maler in Venedig aufzusuchen. Deshalb wurde 1542 auf Anraten von Kardinal Alessandro Farnese der zwölfjährige Papstenkel Ranuccio Farnese gesandt, der in Padua studierte. Er fragte Tizian, ob er nicht in Rom in die Dienste des Papstes treten wolle. Doch Tizian lehnte ab. 1543 wurde Tizian nach Bologna gebeten, wo der Papst den Kaiser traf. Hier porträtierte Tizian den Papst zum ersten Mal und willigte der Aufforderung, für einige Monate nach Rom zu kommen, ein. Zwei Gründe bewogen ihn dazu: Zum einen hatte Tizian noch nie die antiken Bauwerke, Ruinen, Mosaiken und Skulpturen Roms gesehen, was für einen Renaissancekünstler ungewöhnlich war. Zum anderen hatte Tizians Sohn Pomponio eine kirchliche Laufbahn eingeschlagen und hoffte auf eine Pfründe, von deren Einkünften er leben konnte, worauf ihm Kardinal Farnese Hoffnung gemacht hatte.
Das Gemälde blieb unvollendet, weil Tizian angeblich die Charaktere zu sehr enthüllt habe. Nicht nur die rechte Hand des Papstes fehlt, andere Partien sind lediglich vorbereitet. Nichts deutet auf ein Zerwürfnis mit dem Maler hin. Tizian selbst schließt in einem Brief an den Kardinal jeden offenen Konflikt aus, was jedoch verständlich gewesen wäre, denn die erwartete Pfründe für seinen Sohn blieb aus. Er bekam auch kein Honorar.
Der italienische Historiker Roberto Zapperi kam zu dem Ergebnis, dass ein Wechsel der Allianzen entscheidend gewesen war. Als das Bild begonnen wurde, war Spanien der Partner des Papstes, als es abgebrochen wurde, war es Frankreich. Nun war Tizians Werk politisch nicht mehr opportun. Also verschwand das Bild ungerahmt in den Kellern der Familie Farnese. Erst mehr als 100 Jahre später wurde es an einer Wand aufgehängt. Heute hängt es im neapolitanischen Museo di Capodimonte.

## Kommentar
Tizian zeigt den 77-jährigen Papst, den er bereits mehrmals porträtiert hatte, in der Würde seines Amtes und zugleich in der Hilflosigkeit seines Alters. Als Kardinal hielt er sich auch eine Konkubine und zeugte mit ihr vier Kinder. Von Martin Luther wurde er deshalb als „epikureische Sau“ beschimpft.
Alessandro und Ottavio galten als „Nepoten“, ein italienisches Wort, das sowohl Enkel als auch Neffe bedeuten kann und damit verschleiert, dass der Papst sich mit seinen leiblichen Nachkommen porträtieren ließ.
Alessandro blickt als Einziger in die Richtung des Malers. Er wurde gleich nach Pauls Wahl zum Papst, mit 14 Jahren zum Kardinal ernannt. Eine Durchleuchtung des Gemäldes zeigte, dass Alessandro ursprünglich weiter links stand und vermutlich selber dafür sorgte, dass ihn Tizian näher an den Papst heranrückte. Der Griff nach der Sessellehne des Papstes ist ein Zeichen, dass er Anspruch auf dessen Nachfolge erhob. Doch obwohl er sieben Konklaven mitmachte, wurde er nicht gewählt.
Ottavios Nase hatte einen Höcker, der im fertigen Porträt nicht zu sehen ist. Eine Durchleuchtung des Bildes zeigte, dass Tizian diese ursprünglich auch so vorgesehen hatte. Paul III. hatte Ottavio für eine familiäre Allianz mit Spanien eingesetzt und ihn als 14-Jährigen mit einer Tochter Karls V. verheiratet.
Das Bild wird heute bewundert „als Meisterwerk einer Porträtkunst, die die Würdenträger ehrt und gleichzeitig in Frage stellt“.